# 波特蘭州立大學
波特蘭州立大學（英語：Portland State University，縮寫：PSU）是一所位於美國俄勒岡州波特蘭的公立研究型大學，成立於1946年，現是俄勒岡州本科及研究生人數最多的大學。

## 學術
2017年，其錄取率為86%。《福布斯》將其列在全國研究型大學中的第224位。它是《普林斯頓評論》選出本科生教育“最好的376所學院”之一，其MBA和公共關係課程可排入全國前一百。《美國新聞和世界報道》將其評為二級研究型大學，2019全國排名在230-301位之間。大學主圖書館布拉德福德·普萊斯·米勒圖書館（Branford Price Millar Library）對外開放，藏書逾140萬。

## 校區

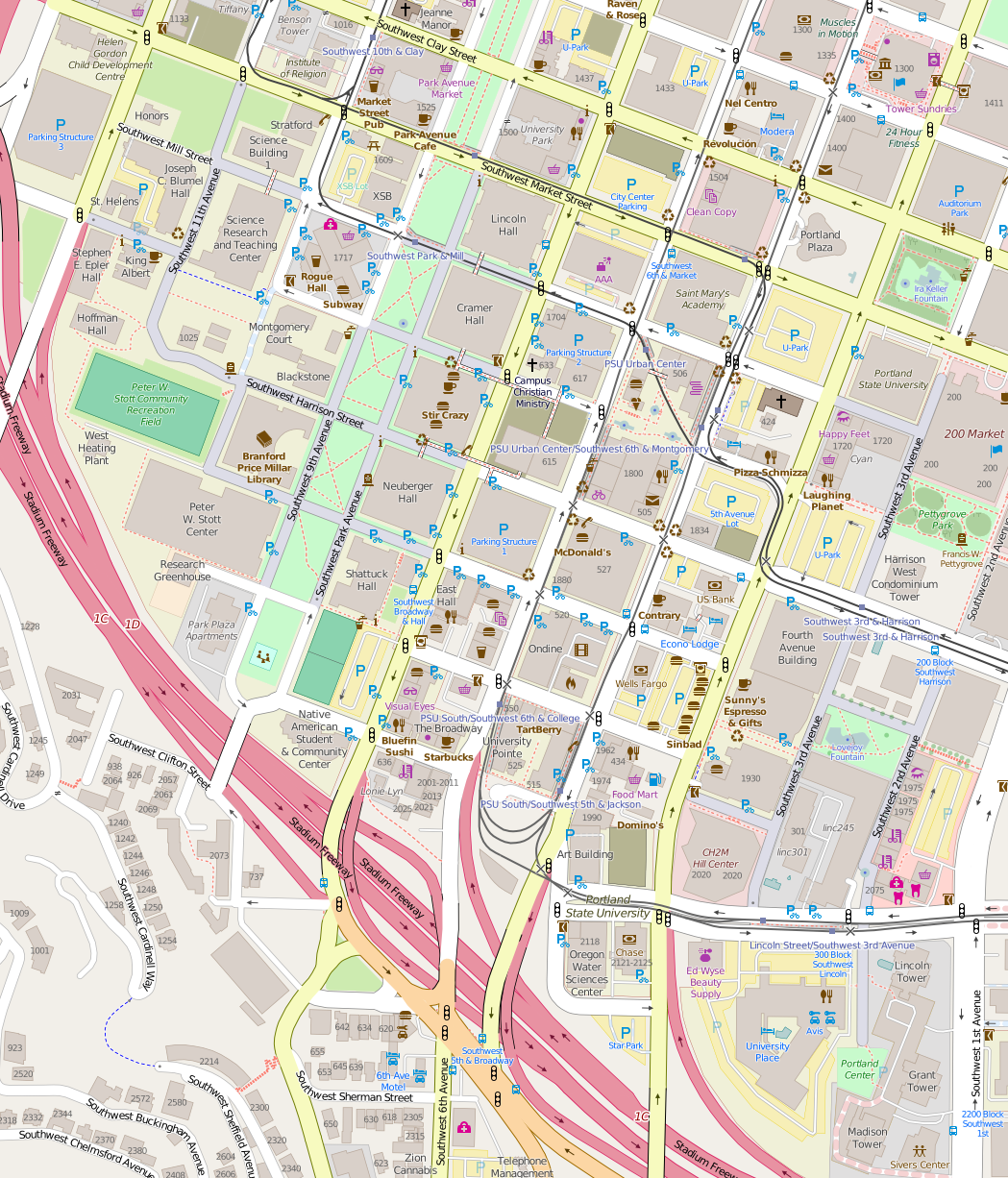
校園圖

該大學主校區位於波特蘭市中心的大學區（University District），佔地約50英畝（20公頃）。

### 宿舍

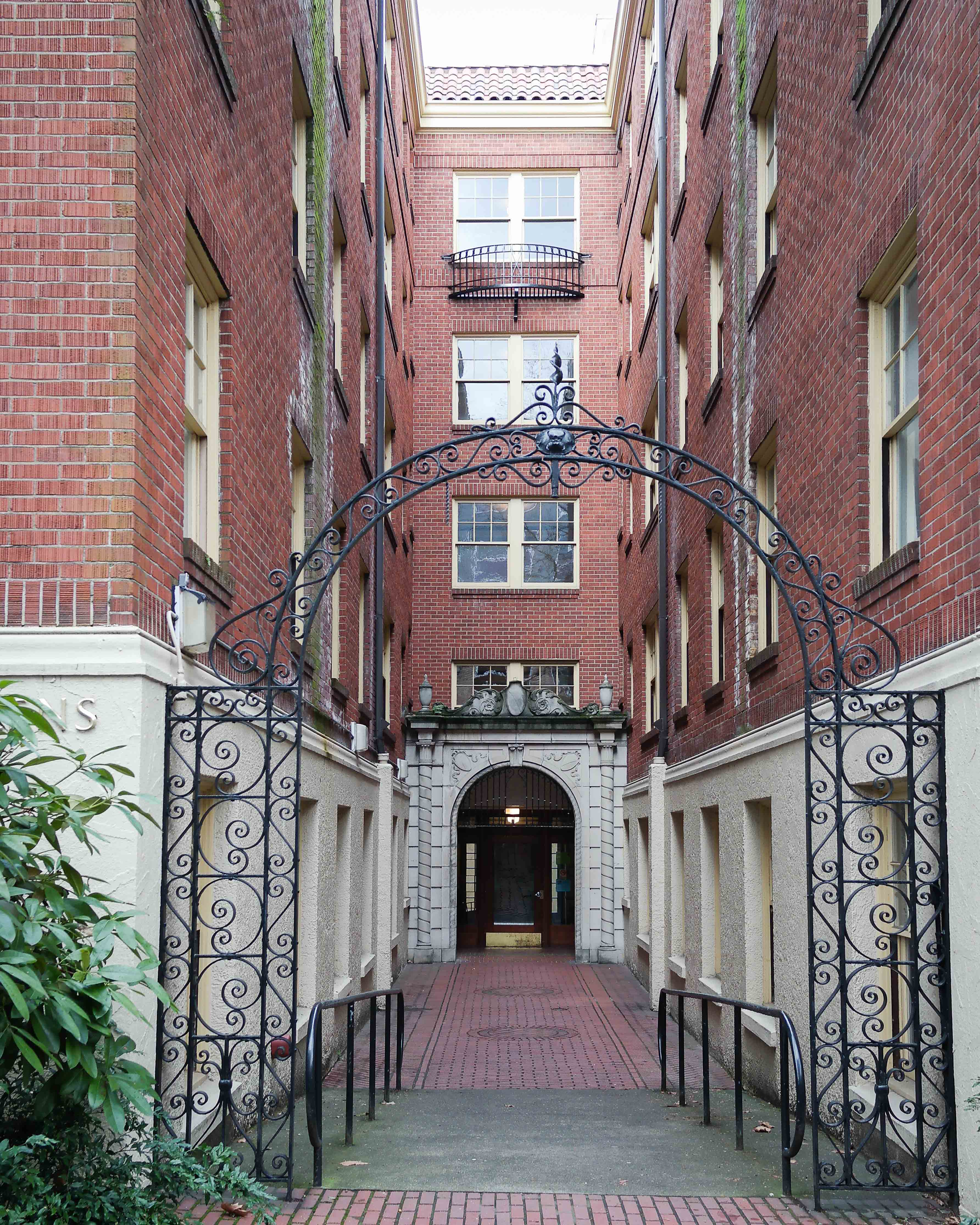
大學宿舍聖海倫斯堂（St. Helens Court）

該大學是一所通勤大學，只為約三千名學生提供住宿。其中最大的兩棟宿舍樓是16層的University Pointe和15層的Ondine。此外還有黑石堂（Blackstone Hall，1930年建造）、 蒙哥馬利堂（Montgomery Court，1916年建造）、聖海倫斯堂（1927年建造）等等。

## 外部連結
维基共享资源上的相關多媒體資源：波特蘭州立大學
- . America's Best Colleges. U.S. News & World Report. 2006  [2006-04-07]. （原始内容存档于2008-10-13）.
- . Princeton Review. 2006  [2006-05-23]. （原始内容存档于2015-06-14）.
- Portland State University
  - School of Extended Studies
  - Office of Institutional Research and Planning
  - Portland State University Sports （页面存档备份，存于）
  - PSU Magazine (Alumni Publication) （页面存档备份，存于）